# Julius Neßler
Julius Neßler (6 de junio de 1827 en Kehl - 19 de marzo de 1905 en Durlach, Karlsruhe) fue un químico y enólogo alemán.

## Vida y obra
Hijo de un pastelero, Neßler ejerció durante casi diez años como ayudante de boticario. A partir de 1853 estudió en la Universidad de Friburgo de Brisgovia, donde se doctoró con la tesis "Sobre un nuevo (compuesto) reactivo al amoniaco y los alcalinotérreos, sobre el comportamiento del yoduro de mercurio con el amoniaco". El reactivo de Neßler para la detección de amoníaco, bautizado más tarde en su honor, fue descrito por primera vez en dicha tesis doctoral.
Tras su graduación, Neßler trabajó durante unos meses como ayudante de los químicos Lambert Heinrich von Babo y Robert Wilhelm Bunsen. En 1857 comenzó a ejercer en una planta química cerca de Karlsruhe. En colaboración con la Großherzogliche Zentralstelle für Landwirtschaft de Karlsruhe, Neßler fundó una planta experimental agrícola que en 1863 sería absorbida por el estado bajo el nombre de Agrikultur-chemische Versuchsstation. En 1870 fue nombrado parte de la junta directiva de dicha planta, que en 1890 volvió a cambiar su nombre por el de Landwirtschaftlich-chemische Versuchsanstalt Karlsruhe. Neßler dirigió con éxito la institución hasta su jubilación en 1901, haciendo que esta adquiriera una reputación que traspasaba las fronteras de Baden.
El sujeto experimental de mayor interés para Neßler fue el cultivo de la vid. Muchos de los trabajos experimentales sobre cultivo, abono y enfermedades de esta planta que publicó en revistas especializadas resultan de una relevancia fundamental. Publicó multitud de libros que fueron reeditados en numerosas ocasiones sobre el cultivo de la vid, la producción y maduración del vino, así como métodos de análisis del mismo. También trabajó con el tabaco, publicando notables aportaciones. Una inquietud particular de Neßler fue dar charlas a los agricultores sobre los resultados de su trabajo científico, empleando un lenguaje comprensible por ellos. Con este mismo fin, escribió dos libros didácticos para su uso en escuelas de Agronomía, también adecuados para el autoaprendizaje.
Neßler recibió numerosos reconocimientos a su trabajo en el campo de la agricultura. En 1870 fue nombrado catedrático, en 1889 pasó a formar parte del Consejo de Estado (Hofrat) y en 1889 del Consejo Privado (Geheimer Hofrat). Asimismo, fue portador de prestigiosos galardones y miembro honorario de asociaciones agrarias de importancia; desde 1901, también del Deutscher Weinbauverein, dedicado exclusivamente al cultivo de la vid.

## Principales obras
- Neßler, Julius (1865). Der Wein, seine Bestandtheile und seine Behandlung, nebst Anhang über Düngung der Reben und über Untersuchungsmethoden der Weine (en alemán). Karlsruhe. Reediciones: 2ª edición en 1866, 3ª en 1878, 4ª en 1885, 5ª en 1889, 6ª en 1894 y 7ª en 1898 (bajo distintos títulos y sedes editoriales).
- Neßler, Julius (1867). Der Tabak, seine Bestandtheile und seine Behandlung (en alemán). Mannheim: Verlag Schneider.
- Neßler, Julius (1867). Die Behandlung des Weines, insbesondere auch Verhütung und Beseitigung von Weinkrankheiten in vier gemeinverfaßlichen Vorträgen (en alemán). Stuttgart: Verlag Eugen Ulmer. Reediciones: 2ª edición en 1872, 3ª en 1873, 4ª en 1885, 5ª en 1889, 6ª en 1894, 7ª en 1898, 8ª en 1908 y 9ª en 1930. De la cuarta edición en adelante, bajo el título Die Bereitung, Pflege und Untersuchung des Weines besonders für Winzer, Weinhändler und Wirte.
- Neßler, Julius (1880). Naturwissenschaftlicher Leitfaden für Landwirthe und Gärtner. Zum Gebrauch an Landwirthschaftsschulen, sowie zum Selbstunterricht bearbeitet (en alemán). Berlín: Verlag Parey. Reediciones: 2ª edición en 1888 y 3ª en 1896.
- Neßler, Julius (1897). Düngerlehre für Landwirtschafts- und ländliche Fortbildungsschulen, sowie zum Selbstunterricht (en alemán). Bühl: Verlag Konkordia.